# JaKarr Sampson
JaKarr Jordan Sampson (Cleveland, Ohio, 20 de marzo de 1993) es un jugador de baloncesto estadounidense que pertenece a la plantilla del Al-Kuwait de la D1 kuwaití. Con 2,06 metros de estatura, juega en la posición de ala-pívot.

## Trayectoria deportiva

### Universidad
Jugó durante dos temporadas con los Red Storm de la Universidad de St. John's, en las que promedió 13,9 puntos y 6,4 rebotes por partido. En su primera temporada en el equipo fue elegido rookie del año de la Big East Conference, convirtiéndose en el tercer Red Storm en recibir dicho galardón, tras Moe Harkless en 2012 y David Russell  en 1980.

#### Estadísticas
| Año     | Equipo     | PJ | PT | MPP  | %TC  | %3P  | %TL  | RPP | APP | ROB | TPP | PPP  |
| ------- | ---------- | -- | -- | ---- | ---- | ---- | ---- | --- | --- | --- | --- | ---- |
| 2012–13 | St. John's | 33 | 33 | 31.5 | .449 | .000 | .640 | 6.6 | 1.1 | 1.1 | 1.1 | 14.9 |
| 2013–14 | St. John's | 33 | 32 | 29.0 | .495 | .200 | .565 | 6.1 | 1.2 | .6  | 1.0 | 12.8 |
| Total   | Total      | 66 | 65 | 30.3 | .472 | .100 | .595 | 6.3 | 1.1 | .8  | 1.0 | 13.8 |

### Profesional
A pesar de no ser elegido en el Draft de la NBA de 2014, se unió a los Philadelphia 76ers para disputar la NBA Summer League. A finales del mes de septiembre los Sixers anunciaron su contratación. Debutó en partido oficial ante los Indiana Pacers, logrando un único rebote en 9 minutos de juego.
Tras temporada y media en Philadephia, el 22 de febrero de 2016, firmaba con Denver Nuggets para lo que restaba de temporada.
El 28 de octubre de 2016, firma con los Iowa Energy de la G League.
De cara a la temporada 2017-18, el 29 de julio de 2017, firma un contrato de dos vías con los Sacramento Kings, para disputar también partidos con su equipo filial de la G League, los Reno Bighorns.
El 9 de noviembre de 2018, los Windy City Bulls de la G League, adquieren a Sampson en un traspaso. Un mes después, el 19 de diciembre de 2018, los Shandong Golden Stars de la Chinese Basketball Association (CBA), le fichan en sustitución del lesionado Donatas Motiejūnas. Pero en enero de 2019 vuelve a los Windy City Bulls. Vuelve a la NBA, el 31 de marzo de 2019, para firmar un contrato de 10 días con Chicago Bulls, y con los que disputaría cuatro partidos.
Para la 2018-19, el 4 de julio de 2019, habría firmado un contrato con los Shandong Golden Stars de la CBA. Pero el 24 de julio, firma un contrato de un año con Indiana Pacers de la NBA.
El 27 de septiembre de 2021, firmó un contrato de dos años con la Virtus Bologna de la Lega Basket Serie A italiana.
El 9 de septiembre de 2024 se unió al Al-Kuwait de la D1 kuwaití.

## Estadísticas de su carrera en la NBA

### Temporada regular
| Año     | Equipo       | PJ  | PT | MPP  | %TC  | %3P  | %TL  | RPP | APP | ROB | TPP | PPP  |
| ------- | ------------ | --- | -- | ---- | ---- | ---- | ---- | --- | --- | --- | --- | ---- |
| 2014-15 | Philadelphia | 74  | 32 | 15.3 | .422 | .244 | .670 | 2.2 | 1.0 | .5  | .4  | 5.2  |
| 2015-16 | Philadelphia | 47  | 18 | 14.7 | .426 | .176 | .639 | 2.7 | .6  | .2  | .3  | 5.1  |
| 2015-16 | Denver       | 26  | 22 | 18.0 | .470 | .276 | .720 | 2.3 | .6  | .5  | .7  | 5.2  |
| 2017-18 | Sacramento   | 22  | 6  | 15.6 | .543 | .500 | .625 | 3.5 | .4  | .4  | 1.0 | 4.7  |
| 2018-19 | Chicago      | 4   | 0  | 31.8 | .537 | .357 | .810 | 8.0 | 1.0 | 1.0 | .8  | 20.0 |
| 2019-20 | Indiana      | 34  | 12 | 13.9 | .591 | .154 | .667 | 2.6 | .6  | .5  | .4  | 4.6  |
| 2020-21 | Indiana      | 29  | 4  | 10.9 | .496 | .200 | .655 | 2.7 | .1  | .1  | .5  | 4.6  |
| Total   | Total        | 236 | 94 | 15.0 | .471 | .248 | .670 | 2.7 | .7  | .4  | .5  | 5.2  |

### Playoffs
| Año   | Equipo  | PJ | PT | MPP  | %TC  | %3P  | %TL  | RPP | APP | ROB | TPP | PPP |
| ----- | ------- | -- | -- | ---- | ---- | ---- | ---- | --- | --- | --- | --- | --- |
| 2020  | Indiana | 4  | 0  | 12.5 | .625 | .000 | .000 | 3.3 | 1.0 | .5  | .0  | 5.0 |
| Total | Total   | 4  | 0  | 12.5 | .625 | .000 | .000 | 3.3 | 1.0 | .5  | .0  | 5.0 |